# SMA Solar-Werk 1

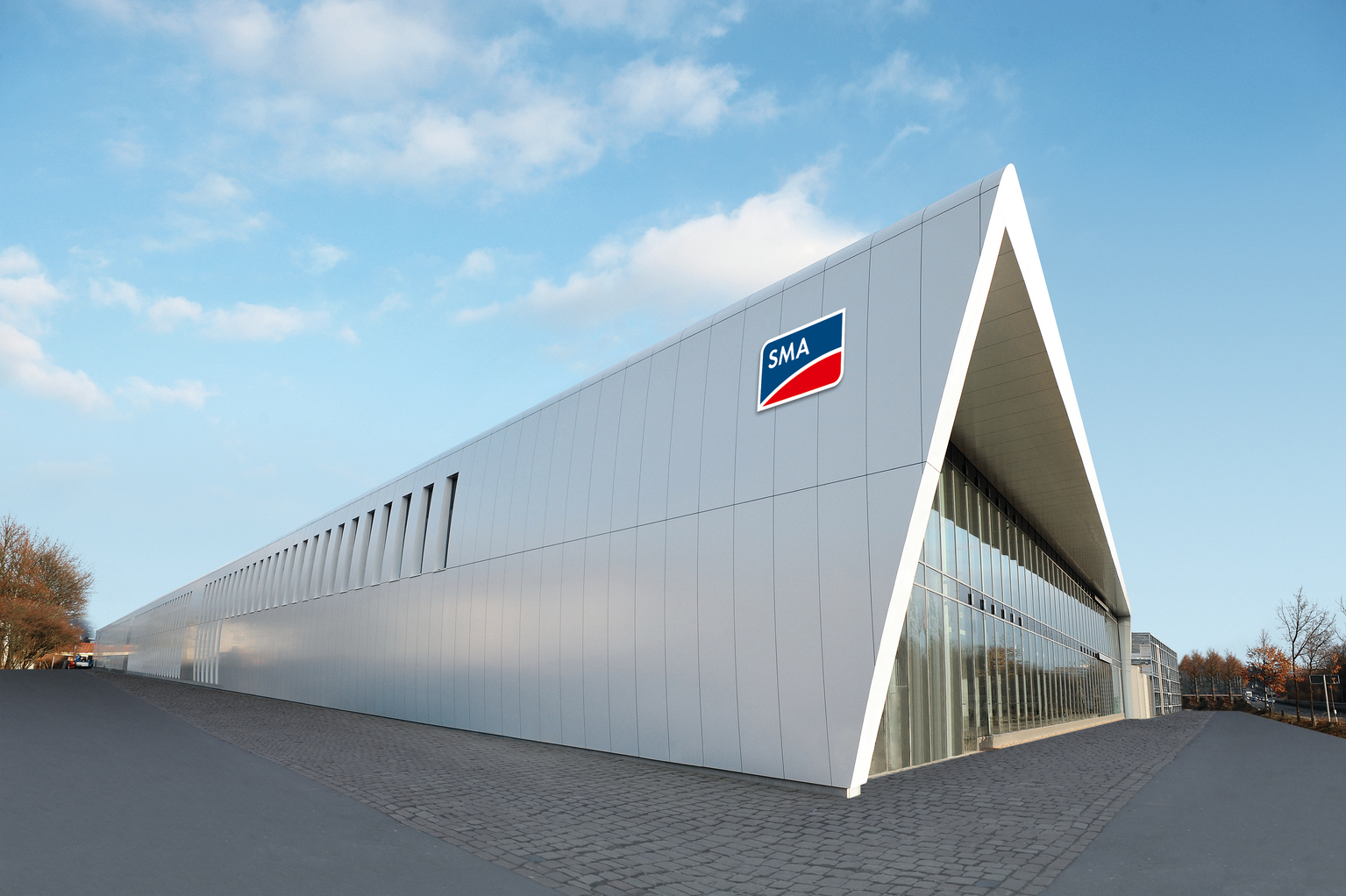
Frontansicht des SMA Solar-Werk 1

Das Solar-Werk 1 der SMA Solar Technology ist eine Solarwechselrichter-Fabrik in Kassel. Das Werk wurde aufgrund seiner umweltfreundlichen und energieeffizienten Herstellung mit dem 1.Preis: Energy Efficiency Award 2010 von der Deutschen Energie-Agentur ausgezeichnet und wurde 2011 beim Wettbewerb von Deutschland – Land der Ideen in der Kategorie Umwelt gekürt.

## Lage

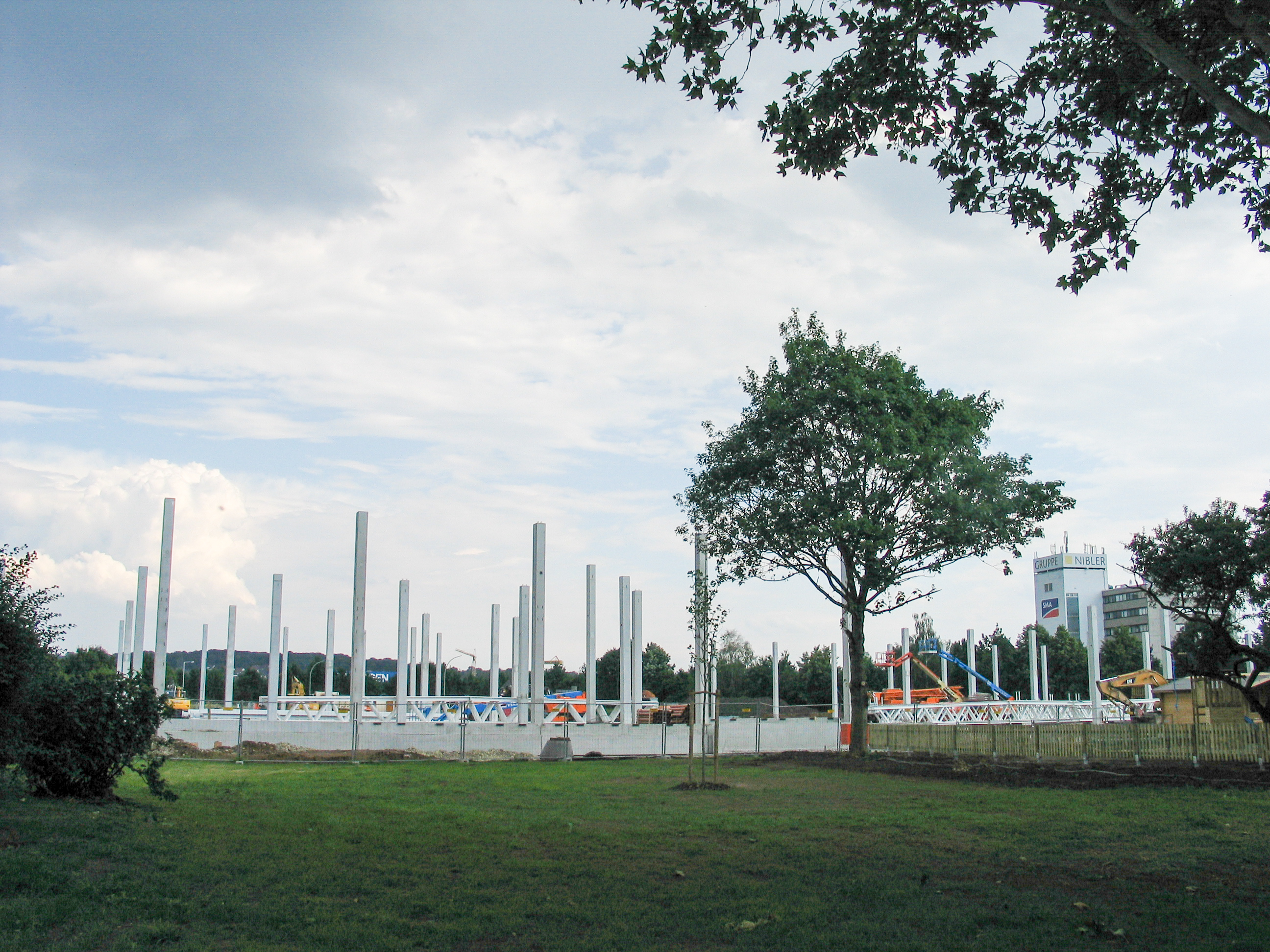
Baugerippe des neuen Solar-Werks 1 in Salzmannshausen. Aufnahme vom 22. Juni 2008.

Das Solar-Werk 1 befindet sich auf einer ehemaligen Wiesenfläche der Siedlung Salzmannshausen im Kasseler Stadtteil Bettenhausen. Die Südseite grenzt an die Dresdener Straße, den Zubringer zur Bundesautobahn 7, während die Westseite parallel zur Sandershäuser Straße verläuft. Um die Fabrik herum führt die Mündener Straße, die zuvor parallel zur Dresdener Straße durch die heutige Fabrikfläche verlief.

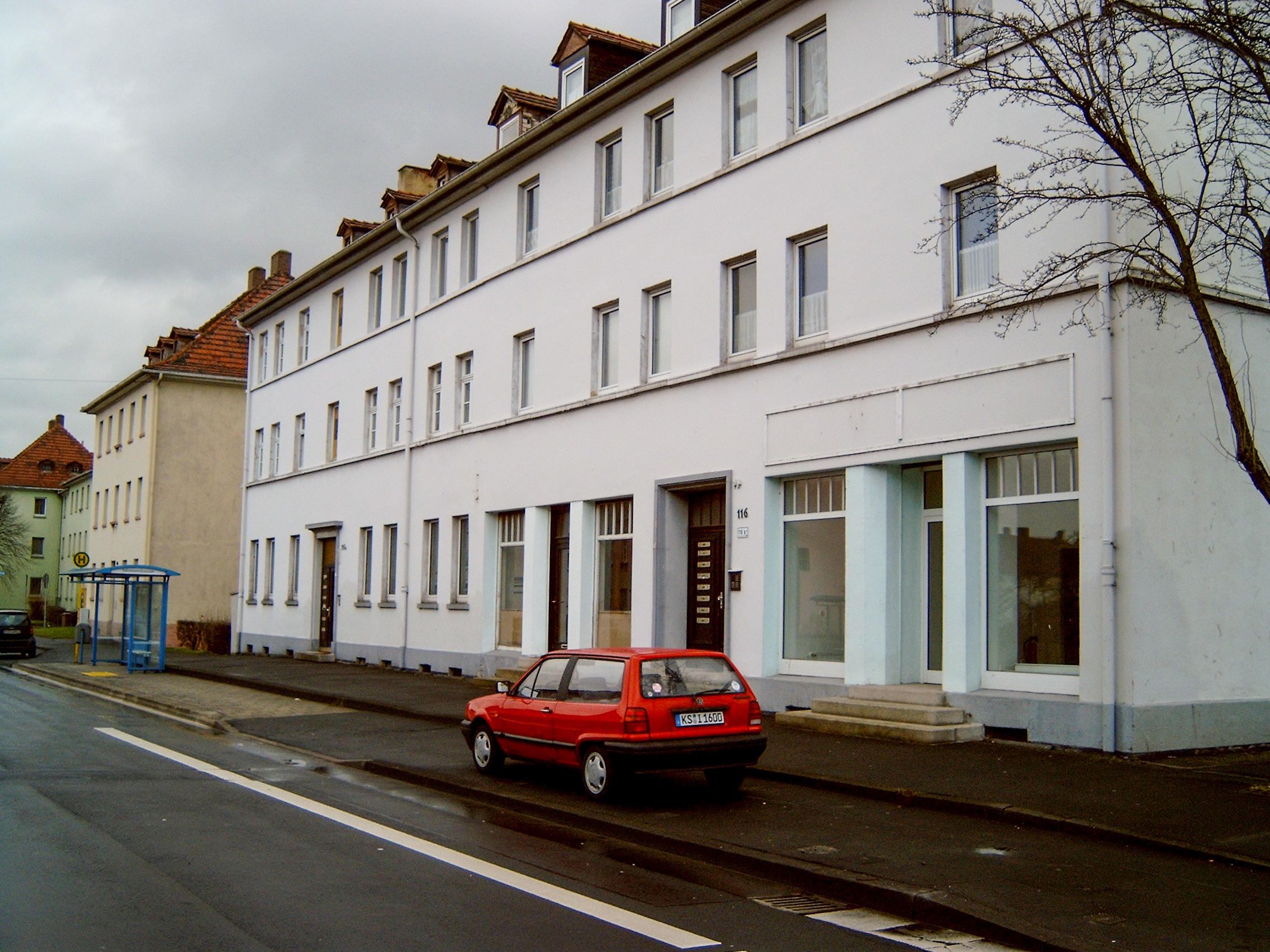
Unter anderem das Haus Sandershäuser Straße 116 fiel dem Fabrikbau zum Opfer. Foto vom 16. Januar 2006.

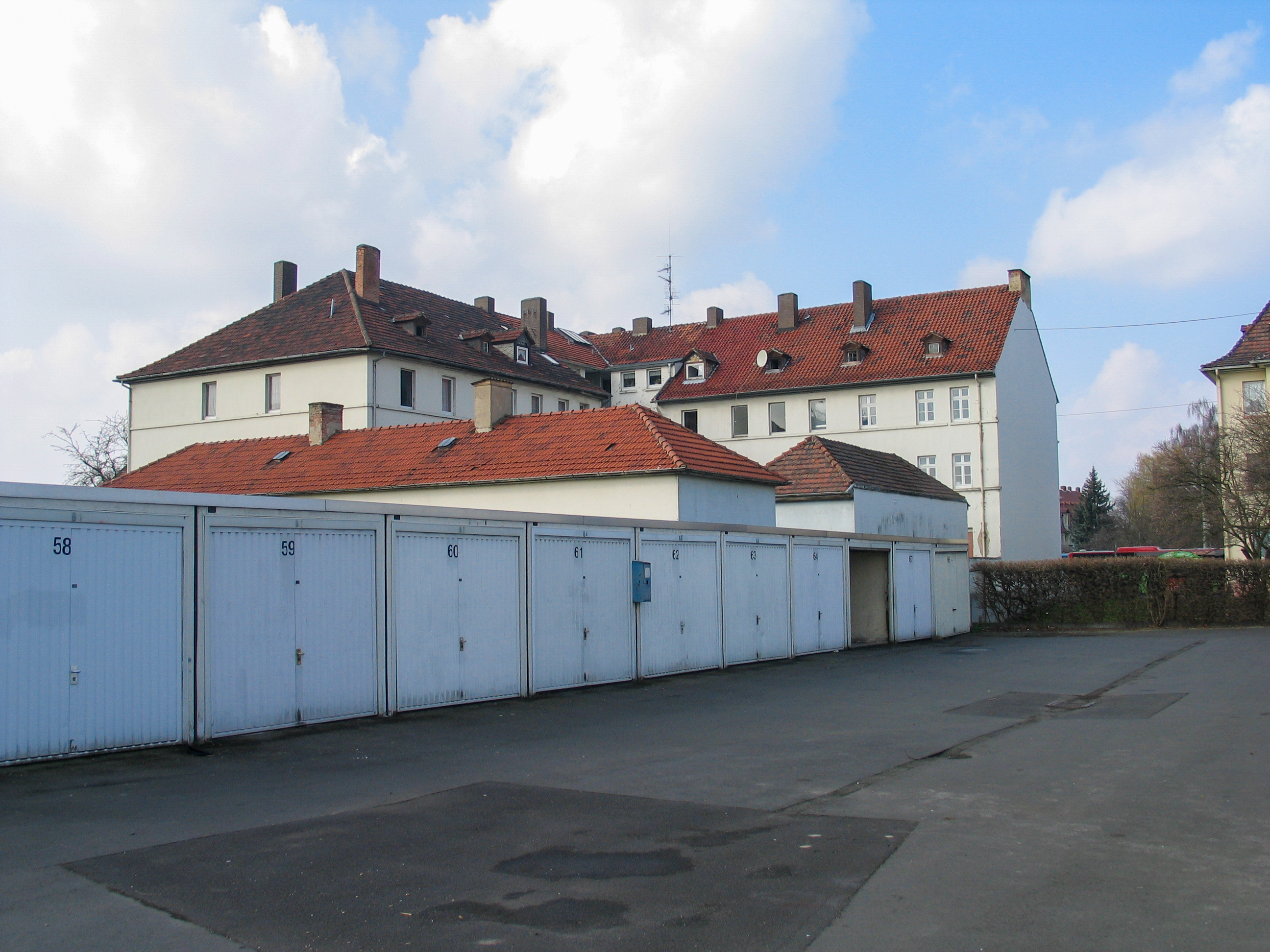
Garagen an der ehemals dort verlaufenden Mündener Straße in Salzmannshausen. Foto vom 8. März 2008.

Für den Bau der Fabrik wurden Garagenflächen und eine Kleingartenanlage beseitigt. Zudem wurde eine Häuserfront entlang der Sandershäuser Straße entfernt, die im Denkmalbuch der Stadt Kassel der Gesamtanlage Salzmannshausen zugeordnet wurde.
In den beiden bestehen gebliebenen Häusern der ursprünglichen Bebauung befanden sich ehemals Wohnungen, heute sind dort Büros von SMA Solar Technology untergebracht. 
Für die Mitarbeiter wurde in der Nähe des Fabrikgeländes, parallel zur Dresdener Straße, zunächst ein Parkhaus errichtet. Später wurde die Parkfläche direkt daran angrenzend um ein weiteres Parkhaus erweitert.
Der Vorplatz der Fabrik wurde am 2. September 2021 vom damaligen Vizekanzler Olaf Scholz zum „Platz der Energiewende“ getauft.

## Produktionsstätte
Die Produktionsstätte wurde im März 2009 in Betrieb genommen und nahm Investitionskosten von zehn Mio. Euro in Anspruch. Während die Kosten mit konventionellen Technologien lediglich neun Mio. Euro betragen hätten, spart das Werk jährlich mit 6,2 GWh etwa 1,1 Mio. GWh an Stromkosten und mit 1,7 GWh an Brennstoff zusätzlich 2,3 GWh ein. Insgesamt werden dadurch 1.700 t CO2 pro Jahr eingespart.

„Mit der neuen Wechselrichterfabrik hat die SMA Solar Technology AG eine Vorreiterrolle im Klimaschutz eingenommen. Sie zeigt, dass eine hochmoderne, CO2-neutrale Industrieproduktion schon heute auf einem hohen technischen Niveau zu realisieren ist.“

Die Nutzfläche des Solar-Werks beträgt 26.000 m², wovon 18.000 m² als reine Produktionsfläche genutzt werden. Insgesamt verzeichnet das Werk eine Länge von 280 m, eine Breite von 75 m und eine Höhe von 12 m, auf denen zwölf Montagelinien verteilt sind. Unter Volllast können bis zu 4.000 Wechselrichter täglich produziert werden; somit wird alle 30 Sekunden einer fertiggestellt. Diese Fertigungstechnik wird SMArtflow genannt und soll darauf deuten, dass selbst das Umstellen einer Produktfamilie den Produktionsprozess nicht stört.
Zusätzlich zur Herstellung wird jeder einzelne Wechselrichter über 3,5 Stunden auf einem der 624 Testplätze überprüft. Die automatische Geräteerkennung erfolgt über RFID. Die Kreisspannung wechselt dabei zwischen den zu prüfenden Wechselrichtern und den 104 aufgebauten Testschränken, wodurch die Energieeffizienz gesteigert wird. Die fünf Prozent ungenutzte Wärmeenergie wird zudem als Heizwärme für das Gebäude genutzt.
Im Februar 2023 wurde im Gewerbegebiet Sandershäuser Berg mit dem Bau einer weiteren Wechselrichter-Fabrik begonnen, die bis zum Jahr 2024 fertiggestellt sein soll; damit sollen 200 neue Arbeitsplätze geschaffen werden.

## Energiekonzept

### Strom
Die Photovoltaikanlage des Werks hat eine Leistung von 1,1 Megawatt, die erzeugte Energie wird neben dem Eigenverbrauch direkt in das öffentliche Stromnetz zugeführt. Dies wirkt sich positiv auf die CO2-Bilanz aus und steuert zu einer CO2-neutralen Produktion bei, da nichtgenutzte Energie weitergegeben werden kann. Sollte der erzeugte Strom nicht ausreichen, wird dieser als Ökostrom der Stadtwerke zugekauft.

### Wärme
Den Hauptbestandteil der Wärme im Werk produziert ein mit Bioerdgas betriebenes Blockheizkraftwerk, der weitere Bestandteil wird aus der Fernwärme genutzt. Zusätzliche Wärme wird vom strombetriebenen Kompressor erzeugt, die als Abwärme in die Wärmeverteilung zugeführt wird.

### Kühlung
Eine entsprechende Kühlung wird durch die Absorptionskältemaschine erzeugt, die die Wärme des Blockheizkraftwerks zur Kälteerzeugung nutzt. Zudem funktioniert die Kompressionskältemaschine mit Strom in Form einer Klimaanlage, wird jedoch nur dann genutzt, sofern sie gebraucht wird – beispielsweise an warmen Sommertagen.